# Leistungsklasse A 1999/2000
Die Saison 1999/2000 der Leistungsklasse A war die elfte Austragung der höchsten Spielklasse im Schweizer Fraueneishockey und zugleich die 14. Schweizer Meisterschaft. Den Titel gewann zum ersten Mal in der Vereinsgeschichte der DSC St. Gallen, welcher als einziges Team ohne Ausländerinnen antrat und zunächst als Abstiegskandidat galten. Mit dem Rückhalt von zwei starken Torhüterinnen, Katja Tiefenthaler und Patricia Sautter, gewann das Team unter Leitung des späteren Nationaltrainers Michael Fischer  den Meistertitel schon am vorletzten Spieltag.
Der Aufsteiger DHC Langenthal stieg wieder in die Leistungsklasse B ab.

## Tabelle
Abkürzungen:S = Siege, U= Unentschieden, N = Niederlagen
| Rang | Verein                | Spiele | S  | U | N  | Tore   | Punkte |
| ---- | --------------------- | ------ | -- | - | -- | ------ | ------ |
| 1.   | DSC St. Gallen        | 20     | 14 | 3 | 3  | 78:036 | 31     |
| 2.   | DHC Lyss              | 20     | 13 | 1 | 6  | 66:039 | 27     |
| 3.   | EV Zug                | 20     | 11 | 4 | 5  | 96:048 | 25     |
| 4.   | EHC Illnau-Effretikon | 20     | 7  | 4 | 9  | 65:056 | 18     |
| 5.   | SC Reinach            | 20     | 9  | 0 | 11 | 44:050 | 18     |
| 6.   | DHC Langenthal        | 20     | 0  | 0 | 20 | 20:140 | 0      |

## Beste Scorer
Quelle: frauenhockey.ch; Fett: Bestwert
| Spieler         | Mannschaft            | Spiele | Tore | Assists | Punkte |
| --------------- | --------------------- | ------ | ---- | ------- | ------ |
| Jeanette Marty  | EV Zug                | 16     | 23   | 14      | 37     |
| Anja Wieland    | St. Gallen            | 15     | 20   | 14      | 34     |
| Daniela Diaz    | EV Zug                | 15     | 17   | 9       | 26     |
| Anne Rodrigue   | DHC Lyss              |        | 10   | 11      | 21     |
| Caroline Proulx | DHC Lyss              |        | 8    | 13      | 21     |
| Claudia Ortelli | St. Gallen            |        | 13   | 6       | 19     |
| Marion Pepels   | EV Zug                |        | 8    | 11      | 19     |
| Rachel Wild     | St. Gallen            |        | 7    | 11      | 18     |
| Nicole Walder   | EHC Illnau-Effretikon |        | 12   | 5       | 17     |
| Sandra Cattaneo | EHC Illnau-Effretikon |        | 10   | 5       | 15     |
| Kathrin Lehmann | EHC Illnau-Effretikon | 8      | 11   | 3       | 14     |
| Ruth Künzle     | EV Zug                |        | 11   | 3       | 14     |

## Kader des Schweizer Meisters
| Schweizer Meister DSC St. Gallen | Torhüter: Veronica Ruzzon, Patricia Sautter, Katja Tiefenthaler Verteidiger: Claudia Ortelli, Sarah Looser, Niki Tiefenthaler, Kathrin Vonwiller Angreifer: Anja Wieland, Patrizia Chiavi, Rachel Wild, Iris Holzer, Manuela Ortelli, Silvia Bruggmann, N. Eigenmann, M. Eigenmann, Flammer, Regula Stebler, Claudia Bär Trainerstab: Michael Fischer, Claudio Ortelli |